# Lalang Linggah
Lalang Linggah is een bestuurslaag in het regentschap Tabanan van de provincie Bali, Indonesië. Lalang Linggah telt 3631 inwoners (volkstelling 2010).